# Yngve Gamlin
Yngve Gamlin (ur. 17 marca 1926 w Strömsund, zm. 1 lutego 1995 w Sztokholmie) – szwedzki reżyser, scenarzysta, scenograf i aktor filmowy.
W filmie Den store amatören (1958) Hasse Ekmana, prócz wcielenia się w rolę burmistrza, pracował także jako kostiumograf oraz dyrektor artystyczny. Wyreżyserowany przez niego film Obława (1966) zdobył na 16. MFF w Berlinie Srebrnego Niedźwiedzia – Nagrodę Specjalną Jury.

## Wybrana filmografia
Opracowano na podstawie materiału źródłowego.
- 1953: I dur och skur
- 1954: I rök och dans
- 1956: Ratataa
- 1958: Den store amatören
- 1959: Fröken Chic
- 1959: Sköna Susanna och gubbarna
- 1960: Torget
- 1960: Sommar och syndare
- 1962: Bilet do raju
- 1978: Picassos äventyr
- 1980: Barna från Blåsjöfjället